# Ovophis
Ovophis es un género de serpientes venenosas de la familia Viperidae. Sus especies se distribuyen por la región indomalaya.

## Especies
Se reconocen las 8 especies siguientes:
- Ovophis convictus (Stoliczka, 1870)
- Ovophis makazayazaya (Takahashi, 1922)
- Ovophis monticola (Günther, 1864)
- Ovophis jenkinsi Qiu, J.-Z. Wang, Xia, Jiang, Zeng, N. Wang, Li & Shi, 2024[2]
- Ovophis okinavensis (Boulenger, 1892)
- Ovophis tonkinensis (Bourret, 1934)
- Ovophis zayuensis (Jiang, 1977)
- Ovophis zhaoermii Liu, Hou, Mo, M. Li, B. Li, Luo, Rao & S. Li, 2025[3]